# Nguyễn Huy Ánh
Nguyễn Huy Ánh (1934–1972), nguyên là một tướng lĩnh Không Quân của Quân lực Việt Nam Cộng hòa. Ông là một trong số ít sĩ quan Không quân được đào tạo trực tiếp từ trường Võ bị Không quân của Pháp. Trong thời gian tại ngũ, ông không phải biệt phái sang một lĩnh vực quân sự nào khác, mà chỉ phục vụ cho chuyên môn của mình. Năm 1972, ông mang cấp bậc Chuẩn tướng Tư lệnh một Sư đoàn Không quân của Quân lực Cộng hòa thì bị tử nạn khi đang thi hành công vụ. Ông được truy thăng cấp bậc Thiếu tướng

## Tiếu sử & Binh nghiệp
Ông sinh vào tháng 7 năm 1934, trong một gia đình điền chủ khá giả tại Bến Tre, miền Tây Nam phần Việt Nam. Thiếu thời ông học Tiểu học ở quê nhà. Khi học lên trên, do gia đình có điều kiện nên ông được đi học ở trường Trung học Phan Thanh Giản Cần Thơ. Năm 1952, ông tốt nghiệp Trung học chương trình Pháp tại với văn bằng Tú tài bán phần (Part I).

### Quân đội Quốc gia Việt Nam
Đầu năm 1953, từ dân chính ông dự thi trúng tuyển, nhập ngũ vào Quân chủng Không quân của Quân đội Quốc gia, mang số quân: 54/600.329. Được đi du học khóa huấn luyện căn bản Hoa tiêu tại trường Không quân Marrakech ở Maroc (thuộc địa của Pháp). Sau đó, chuyển sang trường Võ bị Không quân Salon de Provence và trực tiếp thụ huấn tại căn cứ Không quân Avord, miền nam Paris, Pháp.

### Quân đội Việt Nam Cộng hòa
Năm 1955, ông tốt nghiệp Thủ khoa với cấp bậc Thiếu úy. Sau đó, về nước phục vụ trong Quân đội Việt Nam Cộng hòa, ông được cử làm huấn luyện viên phi cơ quan sát tại Trung tâm Huấn luyện Không quân Nha Trang. Qua năm 1956, ông là sĩ quan đầu tiên được cử đi du học lớp Huấn luyện Hoa tiêu Trực thăng tại căn cứ Không quân Air Force Base Randolph tại San Antonio, Tiểu bang Texas, Hoa Kỳ. Cùng thời điểm này, ông được thụ huấn thêm các loại trực thăng H.13 và H.19. Trở về nước, tiếp tục làm huấn luyện viên, ông được thăng cấp Trung úy tại nhiệm.
Đầu năm 1959, ông được thăng cấp Đại úy và được cử làm Chỉ huy trưởng Phi đoàn 1 Trực thăng thay thế Đại úy Nguyễn Đức Hớn. Đến năm 1962, ông được lệnh bàn giao chức vụ Chỉ huy trưởng Phi đoàn trực thăng lại cho Thiếu tá Nguyễn Hữu Hậu. Ngay sau đó, ông được chỉ định vào chức vụ Chỉ huy trưởng Phi đoàn 215. Cuối năm 1963, sau cuộc đảo chính Tổng thống Ngô Đình Diệm, ông được thăng cấp Thiếu tá chuyển sang Chỉ huy Phi đoàn 211. Ngày Quân lực 19 tháng 6 năm 1965, ông được thăng cấp Trung tá và được bổ nhiệm chức vụ Tư lệnh Không đoàn 74 chiến thuật tại căn cứ Bình Thủy, Cần Thơ. Tháng 12 cuối năm, ông thuyên chuyển ra miền Trung giữ chức vụ chức Tư lệnh Không đoàn 62 chiến thuật đóng tại Phi trường Nha Trang.
Đầu năm 1970, ông nhận lệnh bàn giao Không đoàn 62 lại cho Trung tá Vũ Văn Ước. Đầu tháng 3 cùng năm, ông được thăng cấp Đại tá và được bổ nhiệm chức vụ Tư lệnh đầu tiên Sư đoàn 4 Không quân tân lập tại Bình Thủy, Cần Thơ. Ngày lễ Quốc khánh Đệ nhị Cộng hòa 1 tháng 11 năm 1971, ông được thăng cấp Chuẩn tướng tại nhiệm.

## Tử nạn
Chiều ngày 27 tháng 4 năm 1972, vào lúc 17 giờ 10 bị tử nạn phi cơ trực thăng tại Bình Thủy trong lúc ông đích thân lái chiếc UH.1 của đơn vị thuộc quyền để câu đưa một chiếc quan sát cơ O.1 lâm nạn vì lý do kỹ thuật tại khoảng 5 cây số về hướng tây nam căn cứ Bình Thủy. Trên đường về, khi còn cách phi trường khoảng 3 cây số, lúc quẹo vào phi đạo, chiếc quan sát cơ lắc mạnh do ảnh hưởng của gió làm cho giây cáp câu bị đứt, sợi dây khi đứt đàn hồi búng ngược lên cuốn vào cánh quạt của đuôi trực thăng làm gẫy trục cánh quạt, gây cho ông và phi hành đoàn đều bị tử nạn. Khi tử nạn, ông hưởng dương 38 tuổi.
Ông được truy thăng hàm Thiếu tướng và truy tặng Đệ Tứ đẳng Bảo quốc Huân chương, kèm theo Anh dũng Bội tinh với nhành Dương liễu. Tang lễ được tổ chức theo lễ nghi Quân cách dành cho tướng lĩnh. An táng tại Nghĩa trang Quân đội Quốc gia Biên Hòa.
Ngay sau đó, Đại tá Nguyễn Hữu Tần, đang là Tham mưu phó tại Bộ Tư lệnh Không quân được cử thay thế chức vụ Tư lệnh Sư đoàn 4 Không Quân.

## Huy chương
-Bảo quốc Huân chương đệ nhị đẳng
-Anh dũng Bội tinh với nhành Dương liễu (truy tặng).
-33 huy chương Quân sự, Dân sự và Ngoại quốc

## Gia đình
- Phu nhân: Bà Nguyễn Ngọc Ánh Suzanne (sinh năm 1938, sau 1975 sang Pháp định cư và từ trần năm 2010)